# Камбьяги, Николо
Николо Камбья́ги (итал. Nicolò Cambiaghi; родился 28 декабря 2000 года, Монца, Италия) — итальянский футболист, нападающий клуба «Болонья».

## Клубная карьера
Николо Камбьяги является воспитанником футбольных клубов «Дипо», «Вимеркатезе» и «Аталанта».
19 августа 2020 года перешёл на правах аренды в «Реджану». За клуб дебютировал в матче против «Пизы». В матче против «Монцы» получил красную карточку. Всего за клуб сыграл 19 матчей, где получил 1 жёлтую карточку.
15 июля 2021 года перешёл на правах аренды в «Порденоне». За клуб дебютировал в кубке Италии против «Специи». В чемпионате дебютировал в матче против «Перуджи». Свой первый гол забил в ворота «Виченцы». Всего за клуб сыграл 37 матчей, где забил 7 мячей и отдал 5 голевых передач.
4 августа 2022 года перешёл на правах аренды в «Эмполи». За клуб дебютировал в кубке Италии против футбольного клуба СПАЛ, где забил гол. В чемпионате дебютировал в матче против «Специи». Из-за травмы подколенного сухожилия и бицепса бедра пропустил 41 дней.

## Карьера в сборной
Дебютировал за сборную Италии до 21 года в матче против Боснии. В матче против Ирландии забил гол и отдал голевую передачу.

## Достижения
«Болонья»
- Обладатель Кубка Италии: 2024/25